# Aleuromarginatus bauhiniae
Aleuromarginatus bauhiniae là một loài côn trùng cánh nửa trong họ Aleyrodidae, phân họ Aleyrodinae.
Aleuromarginatus bauhiniae được Corbett miêu tả khoa học đầu tiên năm 1935.